# Comète au pays des Moumines
Pour plus de détails, voir Fiche technique et Distribution.
Comète au pays des Moumines (ムーミン谷の彗星, Mūmin tani no suisei, La Comète de la vallée des Moumines) est un film d'animation japonais, finlandais et néerlandais, produit par Telecable Benelux B.V. et réalisée à partir de 1992 par Hiroshi Saitō, d'après l'œuvre de Tove Jansson.

## Fiche technique
- Titre : Comète au pays des Moumines
- Titre original : ムーミン谷の彗星 (Mūmin tani no suisei)
- Réalisation : Hiroshi Saitô
- Scénario : Lars Jansson, Dennis Livson et Akira Miyazaki d'après les Moumines de Tove Jansson
- Musique : Pierre Kartner
- Production : Dennis Livson
- Société de production : Studio Telescreen Japan, Telecable Benelux, Hero Communications et TV Tokyo
- Pays :  Japon et  Pays-Bas
- Genre : Animation, aventure et fantasy
- Durée : 70 minutes
- Dates de sortie : 
  -  Japon : 8 août 1992